# Rachael Taylor
Rachael May Taylor (Launceston, Tasmânia, 11 de julho de 1984) é uma atriz australiana, mais conhecida por interpretar Trish Patsy Walker na série de televisão  Marvel's Jessica Jones.

## Biografia
Rachael nasceu em Launceston, Tasmânia na Austrália, filha de Christine e Nigel Taylor, e estudou na Riverside High School. Aos 16 anos de idade se mudou para Sydney. 
Chegou a frequentar a Universidade de Sydney antes de adiar os seus estudos para estrelar em Headland, na série em seu papel como "Sasha Forbes", foi a primeira vez que ela desempenhou um personagem usando seu sotaque nativo australiano. Manteve o seu sotaque em Transformers para enfatizar o escopo global do filme. Em 1998, foi coroada Miss Teen Tasmânia em seu estado natal. 

## Carreira
Rachael fez sua estreia na TV no papel principal da série australiana Headland, ela modelou para a Skye-Jilly Internacional e competiu com sucesso na final estadual da Miss Teen Tasmânia e Miss Universo / Miss Mundo. Já apareceu em várias produções americanas, como nos filmes para TV The Mystery of Natalie Wood e Dynasty: The Making of a Guilty Pleasure, onde interpretou "Catherine Oxenberg", e nos filmes de terror Man-Thing e See No Evil. Ela interpretou "Sasha Forbes" na série de drama australiano Headland. Em abril de 2006, ela foi indicada ao prêmio Logie na categoria Novo Talento Popular Feminino por sua atuação em Headland. 
Rachael teve um papel secundário importante no blockbuster Transformers de 2007. Em 2008, ela estrelou no filme independente Bottle Shock e no remake Shutter, juntamente com Joshua Jackson. 
Em 2009, ela estrelou na comédia Splinterheads, bem como na série da HBO, Washingtonienne.
Em 2011 atuou no papel de Abby no remake da série dos anos 1970 As Panteras, mas a série foi cancelada após a exibição de quatro episódios, devido às baixas audiências. No ano seguinte, começou a atuar na nova série da ABC, 666 Park Avenue, como Jane Van Veen. A série possui um tema sobrenatural, onde toda a história ocorre dentro do Drake, um famoso e antigo prédio em Nova York, onde Jane foi contratada como nova gerente. 
Em janeiro de 2015, Taylor foi confirmada como Trish "Patsy" Walker, melhor amiga de Jessica, a personagem principal da série Jessica Jones (2015). A série estreou em 20 de novembro do mesmo ano.

## Filmografia
| Ano  | Título                                        | Papel                   |
| 2016 | ARQ (filme)                                   | Hannah                  |
| 2011 | The Darkest Hour                              | Anne                    |
| 2010 | Melt                                          | Stella                  |
| 2010 | Legend of the Guardians: The Owls of Ga'Hoole | Gylfie                  |
| 2009 | Ghost Machine                                 | Jess                    |
| 2009 | Cedar Boys                                    | Amie                    |
| 2009 | Splinterheads                                 | Galaxy                  |
| 2008 | Deception                                     | Mulher no corredor      |
| 2008 | Shutter                                       | Jane Shaw               |
| 2008 | Bottle Shock                                  | Sam                     |
| 2007 | Transformers                                  | Maggie Madsen           |
| 2006 | See No Evil                                   | Zoe                     |
| 2005 | Hercules                                      | Woman/Sphinx            |
| 2005 | Man-Thing                                     | Teri Elizabeth Richards |
| 2005 | Dynasty: The Making of a Guilty Pleasure      | Catherine Oxenberg      |
| 2004 | The Mystery of Natalie Wood                   | Maryann Marinkovich     |

## Televisão
| Ano       | Título             | Papel                | Notas            |
| 2009      | Washingtonienne    | Jackie               | 1 episódio       |
| 2006-2005 | Headland           | Sasha Forbes         | 60 episódios     |
| 2005      | McLeod's Daughters | Natalie Louise Brown | 1 episódio       |
| 2011      | Charlie´s angels   | Abby                 | Pré produção     |
| 2011      | Grey's Anatomy     | Dr. Lucy Fields      | 8 Episódios      |
| 2012      | 666 Park Avenue    | Jane Van Veen        | cancelada        |
| 2014      | Crisis             | Susie Dunn           | Papel principal  |
| 2015-2019 | Jessica Jones      | Trish Walker         | Papel principal  |
| 2016      | Luke Cage          | Trish Walker         | 1 episódio (voz) |
| 2017      | The Defenders      | Trish Walker         | 4 episódios      |
| 2017      | House of Bond      | Diana Bliss          |                  |

## Prêmios e Indicações
| Ano  | Resultado | Premiação | Indicação                    |
| ---- | --------- | --------- | ---------------------------- |
| 2006 | Indicada  | Logie     | Novo talento / Por: Headland |
| 2011 | Indicada  | IF Award  | Melhor atriz / Por: Red Dog  |